# Haemaphysalis aciculifer
Haemaphysalis aciculifer este o specie de căpușe din genul Haemaphysalis, familia Ixodidae, descrisă de Warburton în anul 1913.
Este endemică în Camerun. Conform Catalogue of Life specia Haemaphysalis aciculifer nu are subspecii cunoscute.